# Třída Champlain
Třída Champlain je třída tankových výsadkových loďí Francouzského námořnictva. Označována je též akronymem BATRAL z francouzského Bâtiment de Transport Léger. Celkem bylo postaveno 13 jednotek této třídy, které převzala námořnictva Francie (5), Maroka (3), Chile (3), Gabonu (1) a Pobřeží slonoviny (1).

## Stavba

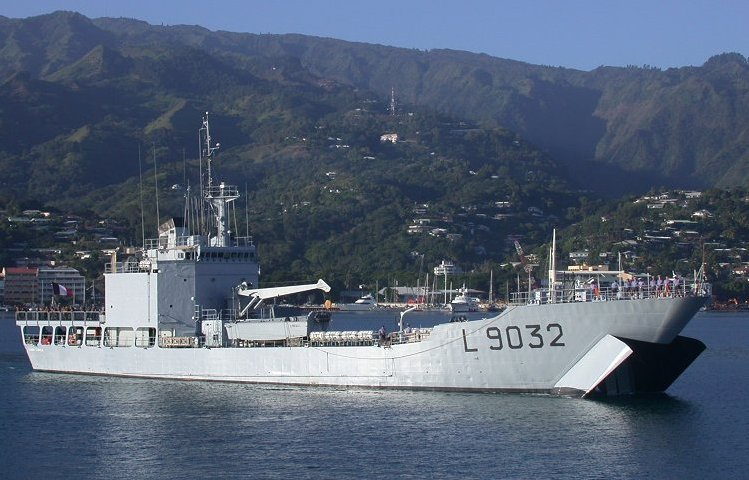
Dumont d'Urville (L9032)

Celkem bylo postaveno 13 jednotek této třídy. Pět jich bylo postaveno ve dvou skupinách pro francouzské námořnictvo. První dvě postavila loděnice DCN v Brestu a zbývající loděnice At. Français de l'Ouest v Le Grand-Quevilly. Tři postavila chilská loděnice ASMAR v Talcahuano.
Jednotky třídy Champlain:
| Jméno                              | Uživatel          | Spuštěna | Vstup do služby  | Status        |
| ---------------------------------- | ----------------- | -------- | ---------------- | ------------- |
| Champlain                          | Francie           | 1973     | 5. října 1974    | vyřazena 2004 |
| Francis Garnier                    | Francie           | 1973     | 21. června 1974  | vyřazena 2010 |
| Dumont d'Urville                   | Francie           | 1981     | 5. února 1983    | vyřazena 2017 |
| Jacques Cartier                    | Francie           | 1982     | 28. září 1983    | vyřazena 2013 |
| La Grandière                       | Francie           | 1985     | 20. ledna 1987   | vyřazena 2016 |
| Maipo (91)                         | Chile             | 1981     | prosinec 1982    | vyřazena 1998 |
| Rancagua (92)                      | Chile             | 1982     | 1. července 1983 | aktivní       |
| Chacabuco (93)                     | Chile             | 1985     | 1. dubna 1986    | aktivní       |
| President el Hadj Omar Bongo (L05) | Gabon             |          |                  | aktivní       |
| L’Éléphant                         | Pobřeží slonoviny |          |                  | aktivní       |
| Daoud Ben Aicha (402)              | Maroko            |          |                  | aktivní       |
| Ahmed Es Skali (403)               | Maroko            |          |                  | aktivní       |
| Abou Abdallah El Ayachi (404)      | Maroko            |          |                  | aktivní       |

## Konstrukce

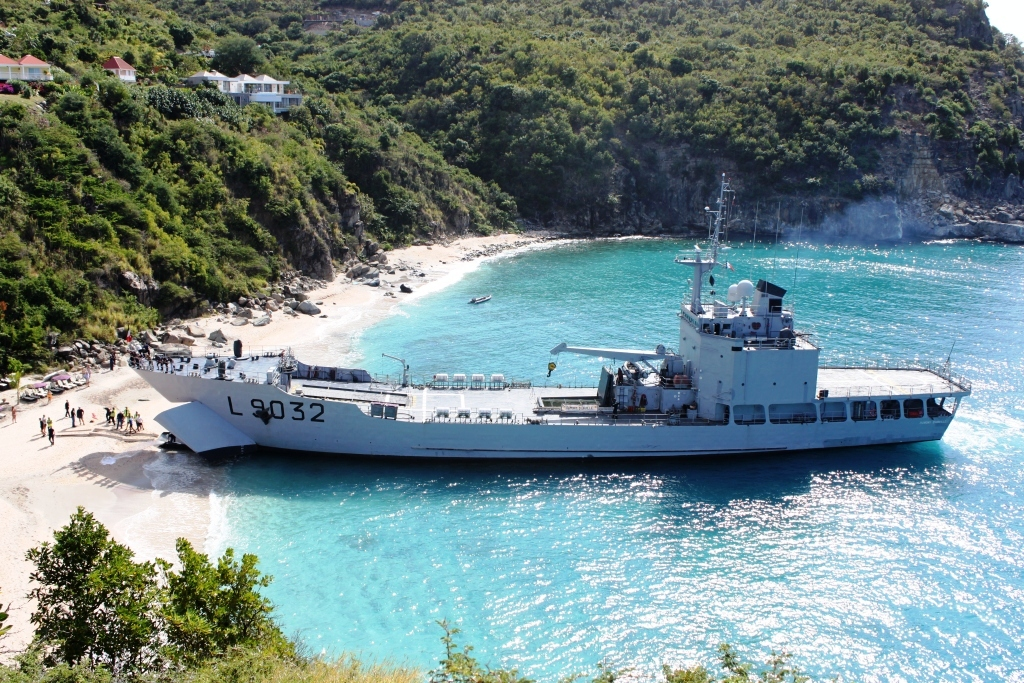
Dumont d'Urville (L9032)

Lodě mají klasickou koncepci tankových výsadkových lodí s příďovými vraty a přistávací plošinou pro vrtulník, která se nachází na zádi za nástavbou. První dvě jednotky, Champlain a Francis Garnier, mají kapacitu 350 tun nákladu či 138 plně vystrojených vojáků s dvanácti vozidly. Jejich výzbroj po dokončení tvořily dva 40mm protiletadlové kanóny a dva 12,7mm kulomety. Další tři jednotky, Dumont D'Urville, Jacques Cartier a La Grandière, mají mírně vyšší výtlak, o jedno patro vyšší nástavbu a kapacitu 180 vojáků. Pohonný systém tvoří dva diesely. Nejvyšší rychlost je 16 uzlů.